# Llista d'alcaldes de Santa Maria de Martorelles
La Llista d’alcaldes de Santa Maria de Martorelles recull els noms dels dirigents que han presidit l’ajuntament d’aquest municipi català al llarg de la seva història, especialment des de la restauració de la democràcia a Espanya.
- Joan Riulas i Vallès (1928 - 1930)
- Jaume Oliveras i Prunés (1930 - 1931)
- Josep Escrigas i Colomer (1931 - 1934)
- Antoni Armengol i Calvet (1934 - 1936)
- Feliu Coll i Xiol (1936 - 1937)
- Bautista Ventura i Torres (1937 - 1937)
- Jaume Bru i Alba (1937 - 1938)
- Jaume Oliveras i Prunés (1939 - 1953)
- Josep Castellsegué i Guarro (1953 - 1970)
- Joan Vallbona i Esteve (1970 - 1979)
- Josep Maria Cases i Casals (1979 - 1983)
- Joan Vallbona i Esteve (1983 - 1991)
- Vicenç Ventura i Forés (1991 - 1995)
- Joan Domínguez i Sànchez (1995 - 1999)
- Anna Plaza i Font (1999 - 1999)
- Joan Frias i Subirats (1999 - 2003)
- Francesc Garcia i Costa (2003 - 2007)
- Maria Concepció Collado i Villa (2007 - 2011)
- Julian Trapero Frías (2011 - 2019)
- Lluís Maria Pintor i Matos (2019 - 2021)
- Rodolf Casas i Bonet (2021 -)